# Minettia glauca
Minettia glauca är en tvåvingeart som först beskrevs av Daniel William Coquillett 1902.  Minettia glauca ingår i släktet Minettia och familjen lövflugor. Inga underarter finns listade i Catalogue of Life.